# Usawan
Usawan là một thị xã và là một nagar panchayat của quận Budaun thuộc bang Uttar Pradesh, Ấn Độ.

## Nhân khẩu
Theo điều tra dân số năm 2001 của Ấn Độ, Usawan có dân số 10.709 người. Phái nam chiếm 53% tổng số dân và phái nữ chiếm 47%. Usawan có tỷ lệ 41% biết đọc biết viết, thấp hơn tỷ lệ trung bình toàn quốc là 59,5%: tỷ lệ cho phái nam là 50%, và tỷ lệ cho phái nữ là 30%. Tại Usawan, 22% dân số nhỏ hơn 6 tuổi.